# Rhynchostegium taphrophilum
Rhynchostegium taphrophilum là một loài rêu trong họ Brachytheciaceae. Loài này được Müll. Hal. mô tả khoa học đầu tiên năm 1897.